# Demonomanija
Demonomanija, praznovjerni strah od demona, paklenih sila i opsjednuća. Ponekad se javlja kao psihopatski poremećaj, primjerice kod shizofrenije.
U prošlosti su ljudi stvorili čitav niz obreda i talismana kojima su se branili od tobožnjeg utjecaja demonskih sila, što je bilo karakteristično ne samo za narodna vjerovanja, već i za kršćansku crkvu koja se služila križem, svetom vodom, blagoslovom i egzorcizmom kako bi se borila protiv zlih duhova.

## Vanjske poveznice
- Demonomanija Hrvatska enciklopedija
- Demonomanija Proleksis enciklopedija